# Jean-Baptiste de Marchant et d'Ansembourg
Jean-Baptiste de Marchant et d'Ansembourg, né à Liège le 24 février 1782 et mort à Kasteel Amstenrade le 14 mai 1854, est un homme politique belge.

## Biographie
Jean-Baptiste-Ferdinand-Joseph de Marchant et d'Ansembourg est le petit-neveu de François-Charles de Velbrück.

## Fonctions et mandats
- Membre du Sénat belge : 1831-

## Sources
- R. DEMOULIN, Jean-Baptiste de Marchant et d'Ansembourg, in: Biographie nationale de Belgique, t. XIX, 1956-1957, col. 108-112
- Th. WINGENS, Graaf Jean-Baptiste Marchant et d'Ansembourg, in: Nationaal Biografisch Woordenboek, Deel 3, Brussel, 1968, col. 536-540
- Humbert DE MARNIX DE SAINTE-ALDEGONDE, État présent de la noblesse belge, Annuaire de 2009, Brussel, 2009.